# Жузе, Тамара Пантелеймоновна
Тамара Пантелеймоновна Жузе (19 января 1909, Казань — 8 августа 2002, Москва) — советский учёный-химик углеводородов, доктор химических наук, профессор, заслуженный деятель науки и техники РСФСР, почётный нефтяник. Специалист в области физики и физико-химии нефтяного пласта. Занималась исследованием явления растворимости нефтей и нефтепродуктов в углеводородных газах.

## Биография
Родилась в Казани 19 января 1909 года в Казани, в семье востоковеда Пантелеймона Крестовича Жузе (1870—1942).
В 1931 году окончила Азербайджанский нефтяной институт и до 1944 года работала в Азербайджанском нефтяном НИИ.
В 1939 году ей была присуждена научная степень кандидата химических наук. В 1949 году защитила докторскую диссертацию.
С 1949 году старший научный сотрудник, с 1952 г. — заведующая лабораторией газовых растворов Института нефти АН СССР (Института геологии и разработки горючих ископаемых Министерства нефтяной промышленности СССР).
В 1976—1989 годах занималась проблемами миграции углеводородов в осадочных породах и исследованиями фазового равновесия в газонефтяных системах.
Скончалась в Москве 8 августа 2002 года.

## Награды и звания
- Орден Дружбы народов
- Орден «Знак Почёта»
- Медаль «За доблестный труд в Великой Отечественной войне 1941—1945 гг.»
- Медаль «Ветеран труда»

- 1972 — Заслуженный деятель науки и техники РСФСР[2]
- Почётный нефтяник.

## Труды
Основные публикации:
- Роль сжатых газов как растворителей / Т. П. Жузе. — Москва : Недра, 1981. — 165 с.
- Миграция углеводородов в осадочных породах / Т. П. Жузе. — М. : Недра, 1986. — 188 с.
- Сжатые газы как растворители. Тамара Пантелеймоновна Жузе. Наука, 1974—109 c.
- Миграция нефти и газа и газожидкостное равновесие в газонефтяных системах при высоких давлениях : [сборник статей / М-во нефт. пром-сти АН СССР. Ин-т геологии и разраб. горючих ископаемых; под ред. проф., д-ра хим. наук Т. П. Жузе]. — М. : [б. и.], 1972. — 192 с. — 400 экз.
- Фазовое равновесие и миграция углеводородов, [сборник статей], Академия наук СССР, Министерство нефтяной промышленности, Ордена Трудового Красного Знамени Институт геологии и разработки горючих ископаемых; отв. ред.: чл.-корр. АН СССР К. Р. Чепиков, д-р хим. наук Т. П. Жузе Москва : Наука , 1986. — 113 с.

Авторские свидетельства:
- Геккер И. Е., Жузе Т. П., Юшкевич Г. Н. Способ получения ланолина из сырого шерстяного жира / Авторское свидетельство SU 108679 A1, 01.01.1957. Заявка № 571188 от 15.04.1957.
- Жузе Т. П., Капелюшников М. А. Способ обессмоливания нефтяного сырья Авторское свидетельство SU 113325 A1, 01.01.1958. Заявка № 462122 от 09.11.1955.
- Жузе Т. П., Сафронова Т. П., Юшкевич Г. Н. Способ извлечения озокерита-сырца из озокеритовых руд. Авторское свидетельство SU 114239 A1, 01.01.1958. Заявка № 581388 от 02.08.1957.
- Жузе Т. П., Сафронова Т. П., Шеремет Б. К. Способ очистки озокерита /Авторское свидетельство SU 117109 A1, 01.01.1958. Заявка № 596254 от 31.03.1958.
- Бондаревский Г. Д., Вайншток В. В., Геккер И. Е., Жузе Т. П., Юшкевич Г. Н. Способ получения присадки мни-10 для смазочных масел и консистентных смазок //Авторское свидетельство SU 135564 A1, 01.01.1961. Заявка № 637721 от 31.08.1959.
- Жузе Т. П., Пеккер И. Е., Юшкевич Г. Н. Способ получения растительного и животного жира //Авторское свидетельство SU 210300 A1, 06.02.1968. Заявка № 844370/28-13 от 28.06.1963.
- Жузе Т. П., Рогов Б. А., Сафронова Т. П. Установка для исследования движения нефтей //Авторское свидетельство SU 202036 A1, 14.09.1967. Заявка № 860434/22-3 от 08.10.1963.